# Finale KNVB Beker 2018/19 (mannen)
De finale van de TOTO KNVB Beker 2018/19 tussen Willem II en Ajax werd gespeeld op 5 mei 2019.

## Wedstrijdgegevens
| Datum              | 5 mei 2019                  | 5 mei 2019                  |
| Stadion            | De Kuip, Rotterdam          | De Kuip, Rotterdam          |
| Toeschouwers       | 45.709                      | 45.709                      |
| Scheidsrechter     | Serdar Gözübüyük            | Serdar Gözübüyük            |
| Assistenten        | Charles Schaap Jan de Vries | Charles Schaap Jan de Vries |
| Vierde official    | Allard Lindhout             | Allard Lindhout             |
| VAR                | Pol van Boekel              | Pol van Boekel              |
| AVAR               | Angelo Boonman              | Angelo Boonman              |
|                    | Willem II                   | Ajax                        |
| Doelpunten         | 0                           | 4                           |
| Gele kaarten       | 1                           | 0                           |
| Rode kaarten       | 0                           | 0                           |
| Wissels            | 2                           | 3                           |
| Schoten op doel    | 5                           | 12                          |
| Schoten naast doel | 4                           | 4                           |
| Overtredingen      | 20                          | 11                          |
| Hoekschoppen       | 5                           | 8                           |
| Buitenspel         | 1                           | 3                           |
| Vrije trappen      |                             |                             |
| Geslaagde passes   | 161                         | 365                         |
| Balbezit (%)       | 36                          | 64                          |

| Willem II | 0 – 4 (0 – 2)          | Ajax |
| | goals (assists)        | 38' Daley Blind ( Dušan Tadić) 39', 66' Klaas-Jan Huntelaar ( Hakim Ziyech; Donny van de Beek) 76' Rasmus Nissen Kristensen ( Noussair Mazraoui) |
| Adrie Koster | coach                  | Erik ten Hag |
| Timon Wellenreuther Fernando Lewis Thomas Meißner Jordens Peters 62' (Daniel Crowley 62') Freek Heerkens ( 62') Damil Dankerlui 62' (Marios Vrousai 62') Renato Tapia Pol Llonch Diego Palacios Alexander Isak Vangelis Pavlidis | opstellingen (wissels) | André Onana Rasmus Nissen Kristensen Matthijs de Ligt Daley Blind Nicolás Tagliafico Noussair Mazraoui Donny van de Beek 79' Frenkie de Jong ( 79' Lasse Schöne) 58' Hakim Ziyech ( 58' David Neres) Klaas-Jan Huntelaar 73' Dušan Tadić ( 73' Zakaria Labyad) |
| Michael Woud Luuk Brand James McGarry Victor van den Bogert Daniel Crowley Marios Vrousai Dries Saddiki Karim Coulibaly Atakan Akkaynak Vurnon Anita                                                                             | wisselspelers          | Kostas Lamprou Bruno Varela Joël Veltman Daley Sinkgraven Lisandro Magallán Zakaria Labyad Lasse Schöne Dani de Wit Jurgen Ekkelenkamp David Neres Lassina Traoré Kasper Dolberg                                                                               |
| Pol Llonch 78' | gele kaart(en)         | |

Seizoenen: 1898/99 · 1899/00 · 1900/01 · 1901/02 · 1902/03 · 1903/04 · 1904/05 · 1905/06 · 1906/07 · 1907/08 · 1908/09 · 1909/10 · 1910/11 · 1911/12 · 1912/13 · 1913/14 · 1914/15 · 1915/16 · 1916/17 · 1917/18 · 1918/19 · 1919/20 · 1920/21 · 1921/22 · 1922/23 · 1923/24 · 1925 · 1925/26 · 1926/27 · 1927/28 · 1928/29 · 1929/30 · 1930/31 · 1931/32 · 1932/33 · 1933/34 · 1934/35 · 1935/36 · 1936/37 · 1937/38 · 1938/39 · 1939/40 · 1940/41 · 1941/42 · 1942/43 · 1943/44 · 1944/45 · 1945/46 · 1946/47 · 1947/48 · 1948/49 · 1949/50 · 1950/51 · 1951/52 · 1952/53 · 1953/54 · 1954/55 · 1955/56 · 1956/57 · 1957/58 · 1958/59 · 1959/60 · 1960/61 · 1961/62 · 1962/63 · 1963/64 · 1964/65 · 1965/66 · 1966/67 · 1967/68 · 1968/69 · 1969/70 · 1970/71 · 1971/72 · 1972/73 · 1973/74 · 1974/75 · 1975/76 · 1976/77 · 1977/78 · 1978/79 · 1979/80 · 1980/81 · 1981/82 · 1982/83 · 1983/84 · 1984/85 · 1985/86 · 1986/87 · 1987/88 · 1988/89 · 1989/90 · 1990/91 · 1991/92 · 1992/93 · 1993/94 · 1994/95 · 1995/96 · 1996/97 · 1997/98 · 1998/99 · 1999/00 · 2000/01 · 2001/02 · 2002/03 · 2003/04 · 2004/05 · 2005/06 · 2006/07 · 2007/08 · 2008/09 · 2009/10 · 2010/11 · 2011/12 · 2012/13 · 2013/14 · 2014/15 · 2015/16 · 2016/17 · 2017/18 · 2018/19 · 2019/20 · 2020/21 · 2021/22 · 2022/23 · 2023/24 · 2024/25
Finales: 2013 · 2014 · 2015 · 2016 · 2017 · 2018 · 2019 · 2020 · 2021 · 2022 · 2023 · 2024
Nederland: Eredivisie · Eerste divisie · Tweede divisie · Derde divisie/Topklasse · KNVB Beker
Europa: Champions League · Europa Cup I · Europa Cup II · Europa League · UEFA Cup · Jaarbeursstedenbeker · Intertoto Cup